# Gabrielle Zevin
Gabrielle Zevin (New York, 24 ottobre 1977) è una scrittrice e sceneggiatrice statunitense, famosa soprattutto per i romanzi Elsewhere e Memoirs of a Teenage Amnesiac. Nell'ambito cinematografico il suo maggior successo è l'omonimo Memoirs of a Teenage Amnesiac, basato sul suo stesso romanzo.

## Biografia
Gabrielle Zevin è nata a New York il 24 ottobre 1977, dove vive tuttora, da padre russo ebreo e madre coreana. Nel 2000 si è laureata all'Università di Harvard in letteratura. Nel 2002 scrisse la sceneggiatura per il film Alma Mater di Hans Canosa, con il quale stringerà una duratura collaborazione. Nel 2005 pubblicò il suo primo romanzo, Margarettown, seguito a breve distanza dalla sua opera più famosa, Elsewhere: tradotto in diciassette lingue (in italiano col titolo Benvenuti ad Altrove), nel 2006 venne nominato al Quill Award e al Barnes & Noble Book Club, e vinse il premio Borders Original Voices Award. Sempre nel 2006 scrisse soggetto e sceneggiatura del film Conversations with Other Women, lavoro per il quale ha ricevuto una nomination all'Independent Spirit Award 2007. Nel 2007 ha poi pubblicato un altro romanzo famoso, Memoirs of a Teenage Amnesiac (in Italia pubblicato col titolo Non ricordo perché ti amo); nel 2010 viene pubblicato un omonimo film tratto da esso, per il quale la Zevin ha scritto la sceneggiatura. Nel 2008 venne pubblicato Love is Hell, una raccolta di storie d'amore scritte dalla Zevin e da Melissa Marr, Scott Westerfield, Justine Larbalestier e Laurie Faria Stolarz.
Nel 2014 è stato pubblicato il suo ottavo romanzo, La misura della felicità, seguito nel 2017 da Young Jane Young (pubblicato in Italia con il titolo La vita in un istante) Il suo ultimo romanzo, pubblicato nel 2022 col titolo Tomorrow, and Tomorrow, and Tomorrow, è best seller del New York Times e ha vinto il Goodreads Choice Award. Il titolo del libro è una citazione del celebre soliloquio di Macbeth nel quinto atto, scena quinta della tragedia omonima.

## Opere
Romanzi per adulti
- Margarettown (2005)
- The Hole We're In (2010)
- La misura della felicità, Editore Nord, collana Narrativa Nord, 2014
- L'altra metà del mondo, Editore Nord, collana Narrativa Nord, 2016
- La vita in un istante, Editore Nord, collana Narrativa Nord, 2017
- Tomorrow, and Tomorrow, and Tomorrow, Editore Nord, collana Narrativa Nord, 2023

Romanzi per ragazzi
- Benvenuti ad Altrove (2005)
- Non ricordo perché ti amo (2007)
- Serie di Anya Balanchine
  - All These Things I've Done (2011)
  - Because It Is My Blood (2012)
  - In the Age of Love and Chocolate (2013)

Apparizioni in raccolte
- AA.VV. – Love is Hell (2008)

## Filmografia
- Alma Mater, regia di Hans Canosa (2002)
- Conversations with Other Women, regia di Hans Canosa (2006)
- Memoirs of a Teenage Amnesiac, regia di Hans Canosa (2010)